# Naxa craspedota
Naxa craspedota är en fjärilsart som beskrevs av Louis Beethoven Prout 1924. Naxa craspedota ingår i släktet Naxa och familjen mätare. Inga underarter finns listade i Catalogue of Life.